# Amtshauptmannschaft Werdau
Die Amtshauptmannschaft Werdau war von 1920 bis 1933 ein Verwaltungsbezirk im Freistaat Sachsen. Ihr Gebiet gehört heute größtenteils zum Landkreis Zwickau in Sachsen.

## Geschichte
Die Amtshauptmannschaft Werdau wurde zum 1. Juli 1920 im Freistaat Sachsen aus Teilen der bestehenden Amtshauptmannschaften Zwickau (nordwestlicher Teil im Tal der Pleiße mit Werdau und Crimmitschau) und Plauen (nordöstlicher Teil um Neumark (Vogtland)) gebildet. Die sächsischen Amtshauptmannschaften waren hinsichtlich ihrer Funktion und Größe vergleichbar mit einem Landkreis.
Am 1. Juli 1924 wurden die Städte Crimmitschau und Werdau zu bezirksfreien Städten und schieden aus der Amtshauptmannschaft aus. 1928 wurden von Sachsen 11 Exklaven (Ziegenhierdsches Ländchen) sowie der sächsische Teil von Thonhausen an Thüringen abgetreten. Am 1. März 1933 wurde die Amtshauptmannschaft Werdau wieder aufgelöst und in die Amtshauptmannschaft Zwickau eingegliedert.
Im Rahmen der Gebietsreform von 1952 in der DDR wurde der Kreis Werdau gebildet, der dem Bezirk Karl-Marx-Stadt zugeordnet wurde.

## Amtshauptmann
- 1920–1932: Friedrich Karl Ludwig von Römer

## Gemeinden
Gemeinden der Amtshauptmannschaft Werdau mit mehr als 2.000 Einwohnern (Stand 1933):
| Gemeinde        | Einwohner |
| --------------- | --------- |
| Frankenhausen   | 2.138     |
| Langenbernsdorf | 2.502     |
| Langenhessen    | 2.713     |
| Leubnitz        | 4.968     |
| Lichtentanne    | 6.119     |
| Neukirchen      | 3.544     |
| Neumark         | 2.126     |
| Steinpleis      | 4.220     |

Kreisfreie Städte im Bereich der Amtshauptmannschaft Werdau (Stand 1933):
| Gemeinde     | Einwohner |
| ------------ | --------- |
| Crimmitschau | 27.938    |
| Werdau       | 21.587    |

### 1925
Der Amtshauptmannschaft gehörten am 16. Juni 1925 57 Kommunen an.
| Gemeinde | Gemeinde                   | Einwohnerzahl |
| -------- | -------------------------- | ------------- |
| 1        | Lichtentanne               | 6.278         |
| 2        | Leubnitz                   | 4.651         |
| 3        | Steinpleis                 | 4.147         |
| 4        | Neukirchen/Pleiße          | 3.642         |
| 5        | Langenhessen               | 2.672         |
| 6        | Frankenhausen              | 2.451         |
| 7        | Ruppertsgrün               | 1.922         |
| 8        | Langenbernsdorf            | 1.820         |
| 9        | Neumark                    | 1.665         |
| 10       | Schönfels                  | 1.414         |
| 11       | Liebschwitz                | 1.311         |
| 12       | Schweinsburg               | 1.262         |
| 13       | Trünzig                    | 1.179         |
| 14       | Beiersdorf                 | 918           |
| 15       | Gablenz                    | 916           |
| 16       | Langenreinsdorf            | 881           |
| 17       | Reuth                      | 802           |
| 18       | Königswalde                | 775           |
| 19       | Schönbach                  | 742           |
| 20       | Stöcken                    | 738           |
| 21       | Taubenpreskeln             | 674 - ?       |
| 22       | Lauterbach                 | 653           |
| 23       | Rudelswalde                | 583           |
| 24       | Blankenhain                | 563           |
| 25       | Seelingstädt               | 525           |
| 26       | Obergrünberg               | 389           |
| 27       | Niederalbertsdorf          | 368           |
| 28       | Lauenhain                  | 365           |
| 29       | Unterneumark               | 351           |
| 30       | Oberneumark                | 316           |
| 31       | Gösau                      | 293           |
| 32       | Chursdorf                  | 286           |
| 33       | Kleinhessen                | 285           |
| 34       | Heyersdorf                 | 278           |
| 35       | Gospersgrün                | 232           |
| 36       | Rußdorf                    | 224           |
| 37       | Dänkritz                   | 203           |
| 38       | Niedergrünberg             | 190           |
| 39       | Harthau                    | 180           |
| 40       | Kleinbernsdorf             | 176           |
| 41       | Hartmannsdorf              | 164           |
| 42       | Zwirtzschen                | 162           |
| 43       | Römersgrün                 | 149           |
| 44       | Oberalbertsdorf            | 146           |
| 45       | Altrottmannsdorf           | 139           |
| 46       | Thonhausen, sächs. Anteil  | 106           |
| 47       | Culten                     | 83            |
| 48       | Rückersdorf, sächs. Anteil | 82            |
| 49       | Lietzsch                   | 68            |
| 50       | Pösneck                    | 62            |
| 51       | Loitzsch                   | 56            |
| 52       | Niebra                     | 53            |
| 53       | Lengefeld, sächs. Anteil   | 43            |
| 54       | Grobsdorf, sächs. Anteil   | 37            |
| 55       | Hilbersdorf, sächs. Anteil | 36            |